# 酒君
酒君（さけのきみ、生没年不詳）は、『日本書紀』に伝わる古代朝鮮の人物。百済の王族。

## 記録
酒君の名前は、『日本書紀』巻第十一の、仁徳天皇41年 - 43年の記事に集中して現れ、鷹狩の由来を説明した説話になっている。
仁徳天皇41年（推定353年）3月、紀角宿禰は百済に派遣され、国・郡の疆場（さかい）を定め、「郷土所出」（くにつもの＝郷土の産物）を記録した、とある。この時に百済の王の族にあたる酒君が礼を示さなかった。そのことで紀角が百済王を責めると、王は鉄の鎖で酒君を縛り、葛城襲津彦につけて進上させた。酒君は石川錦織首許呂斯（いしかわ の にしごり の おびと ころし）の家に逃げ隠れた、という。しばらくして天皇は酒君の罪を許した。
ここまでの物語を、津田左右吉は大化元年7月10日条に、高句麗・百済・新羅が使者を遣わして調をたてまつった際に、百済の使いが任那の調を代わりに納めたのだが、三輪君東人を派遣して任那の境界を視察させたこと、任那の調に不備があったので調を一旦返却し、改めて詳しい国名と調を記すようにと命じた、という詔から作り出された話なのではないか、という意見を述べている。
仁徳天皇43年9月（推定355年）、依網屯倉の阿弭古（姓の一種）が、珍しい鳥を捕まえて天皇に献上した際に、天皇は「これは何という鳥だ」と尋ねた。酒君は「この鳥は百済にたくさんおり、飼いならして人に従わせ、敏捷に飛んでもろもろの鳥を捕ります。百済の人は『倶知』と言います」と答えた。天皇は酒君に授けて養わせた。ほどなくしてその鳥は酒君になれ、韋（おしかわ＝なめし皮）のひもと小鈴をつけて、腕の上にとまらせた状態で天皇に献上された。天皇は百舌鳥野に行幸して狩猟をし、雌雉を数多くとらえた。是の月に鷹甘部が定められ、時の人は鷹を養う場所を鷹飼邑と名づけた、という。
『新撰姓氏録』「右京諸蕃」によると、刑部氏が「出自百済国酒王也」とあり、「和泉国諸蕃」には「百済公氏」が「出自百済国酒王也」、「六人部連氏」が「百済公同祖、酒王之後也」とある。